# Oreaster
Genre
Synonymes
Pentaceros Gray, 1840
Oreaster est un genre d'étoiles de mer tropicales de la famille des Oreasteridae.

## Description
Ce sont des étoiles régulières, pourvues de cinq bras courts à bout arrondi, reliés par une région actinolatérale (« palmure » entre les bras) plus prononcée que chez les Protoreaster, et s'affinant vers le sol. Leur corps est assez rigide, et couvert de courts monticules durs en relief. Il s'agit du genre-type mais aussi du seul genre de cette famille présent dans l'océan Atlantique, toutes les autres espèces étant endémiques de l'Indo-Pacifique. 

## Liste d'espèces
Selon World Register of Marine Species (26 mars 2014) :
- Oreaster clavatus Müller & Troschel, 1842 (Atlantique tropical est[2])
- Oreaster reticulatus (Linnaeus, 1758) (Atlantique tropical ouest dont notamment Caraïbes)
- Oreaster gustavianum Rowe, 1974 (nomen nudum)

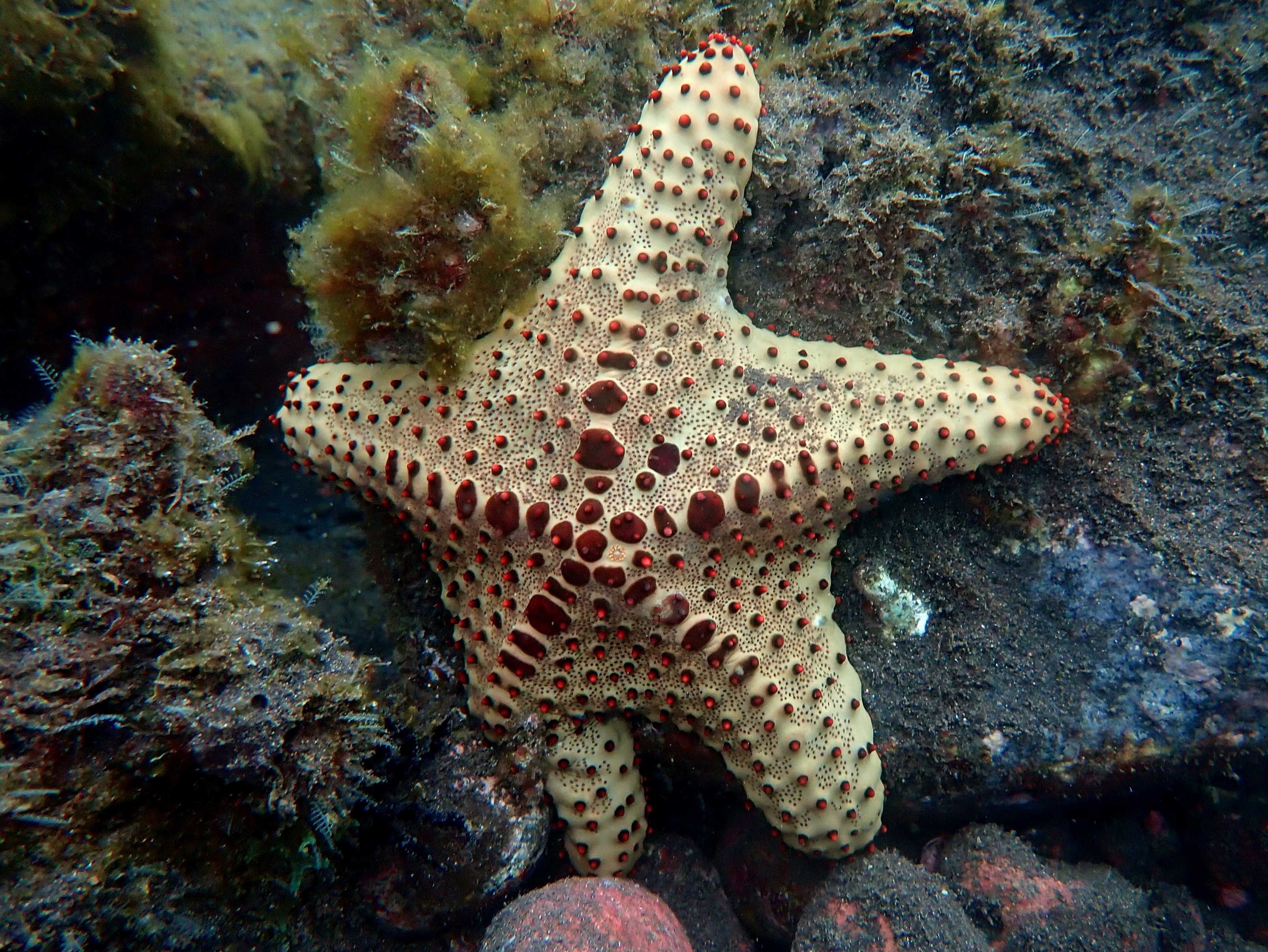
Oreaster clavatus
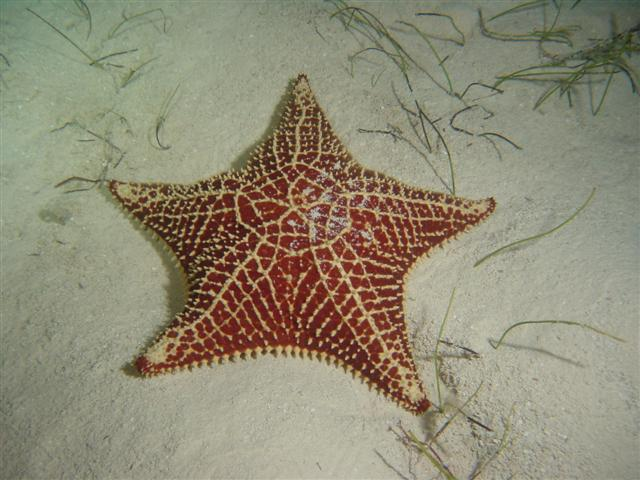
Oreaster reticulatus